# NGC 5644
NGC 5644 ist eine linsenförmige Galaxie vom Hubble-Typ S0 im Sternbild Bärenhüter und etwa 343 Millionen Lichtjahre von der Milchstraße entfernt. 
Sie wurde am 11. Juni 1880 von Édouard Stephan entdeckt.